# Estudio de un desnudo
Estudio de un desnudo, o Suzanne cosiendo (en francés: Étude de nu ou Suzanne cousant), es un cuadro de Paul Gauguin pintado en 1880 en París. Se conserva en Copenhague, en la Gliptoteca Ny Carlsberg. En el catálogo de Wildenstein consta con el número 39 en la edición de 1964, y el 64 en la del 2001 (W.39/64).

## Descripción
El cuadro describe a una mujer joven que está arreglando una prenda mientras se encuentra en una desnudez nada disimulada. La escena está situada en un dormitorio, con la mujer sentada en la cama deshecha que está contra una pared malva y decorada con una mandolina y un tapiz. El cuerpo de la modelo está en una perspectiva de tres cuartos con la cabeza de perfil. Su cuerpo y proporciones están representados de forma inusualmente realista para la época.
En el lado izquierdo consta la inscirpción: «Gauguin / 1880»

## Contexto
El cuadro fue pintado en los primeros años de Gauguin como pintor, cuando aún compaginaba la pintura con su profesión de agente de bolsa, y frecuentaba los círculos impresionistas. Gauguin lo presentó en la 6ª Exposición Impresionista de 1881. En total eran ocho telas entre las que había naturalezas muertas y un retrato de su mujer, Mette. Esta exigió que el Estudio de un desnudo se colocara lejos de su retrato para evitar malentendidos.
Fue expuesto simplemente con el título Étude de nu, pero más tarde Gauguin se refirió a él en una carta como «la Suzanne». Según su hijo, Pola Gauguin (1883-1961), se trataba de su niñera Justine. Según el crítico de arte George Wildenstein (1892-1963), se trata de una modelo profesional, tal como se deduce de una carta de Gauguin a Pissarro.
Para el público el cuadro resultó provocativo. La desnudez de la modelo se explicaba porque estaba cosiendo su camisa, y sus proporciones porque estaba embarazada. Atrajo la atención de los críticos, que lo calificaron de cruel y horrorífico, aunque el artista mostraba talento. Para Joris-Karl Huysmans era la «representación de una mujer de nuestro tiempo». Encontró que era de un realismo que ninguno de sus contemporáneos podría conseguir, lo comparó con los desnudos de Rembrandt, y elogió el atrevimiento de Gauguin para plantear una alternativa a los desnudos artificiosos de los pintores académicos. Supuso un gran éxito para Gauguin, pero respondió que Huysmans no había entendido nada de la pintura, ya que su intención era simplemente expresar una experiencia, y no criticar el modelo de belleza ideal ni impresionar a la burguesía con su atrevimiento.

## Composición
La técnica usada supone una experimentación del estilo puntillista de Georges Seurat. La aplicación de la pintura a través de pinceladas finas de color puro, provoca una luminosa impresión de movimiento. En contraste, el color del fondo es totalmente estático y nada impresionista. Más tarde, Gauguin se referiría a los puntillistas como los «jóvenes químicos que hacen cuadros a base de manchas».
Previamente Gauguin ya había pintado a su mujer, Mette, cosiendo en una escena doméstica. Pero el de Suzanne es el primer desnudo que hizo Gauguin. En cuanto a concepción y ejecución es una ruptura con las obras anteriores, y una novedad respecto a los desnudos eróticos contemporáneos. Sin embargo, Gauguin no siguió explorando la novedad estilística y siguió con composiciones impresionistas. No se sabe si fue por las críticas recibidas o porque tenía algún significado personal relacionado con la niñera Justine.

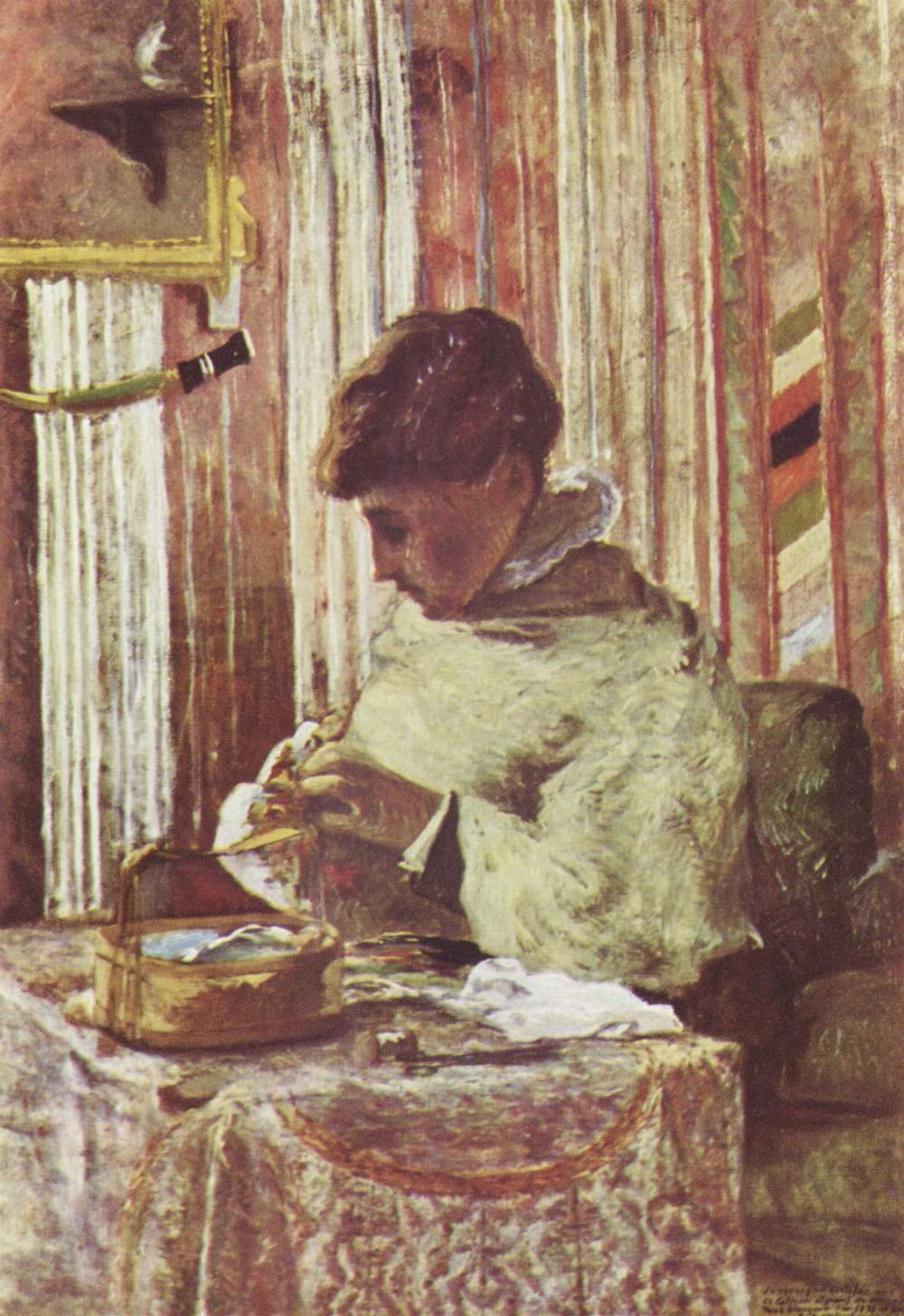
Mette cosiendo, 1878.
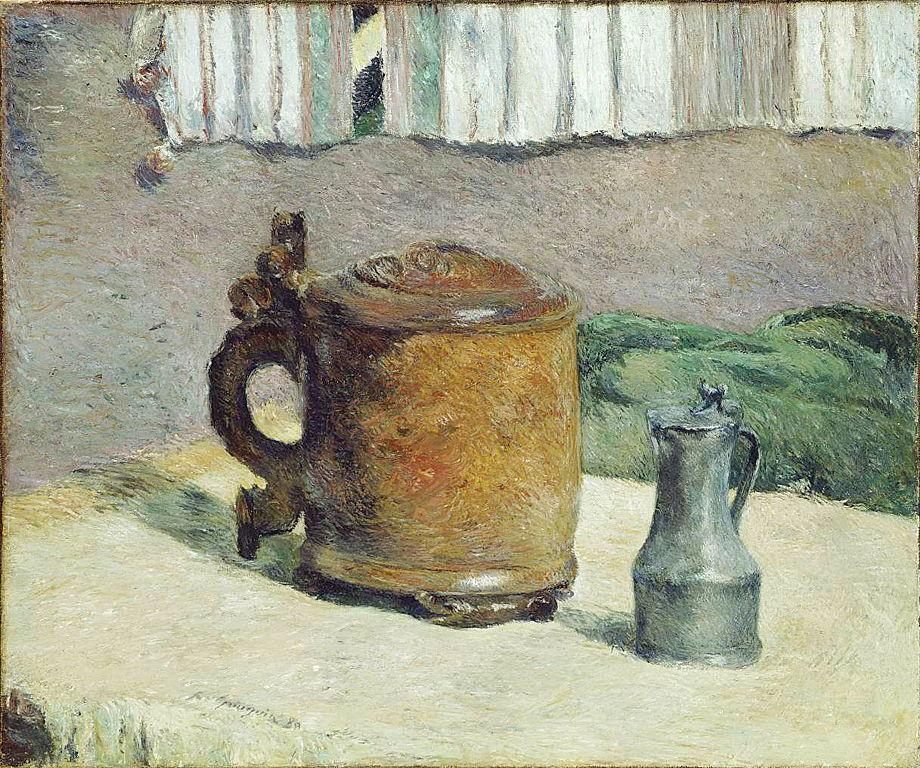
Naturaleza muerta con jarra de arcilla y taza de hierro, 1880.
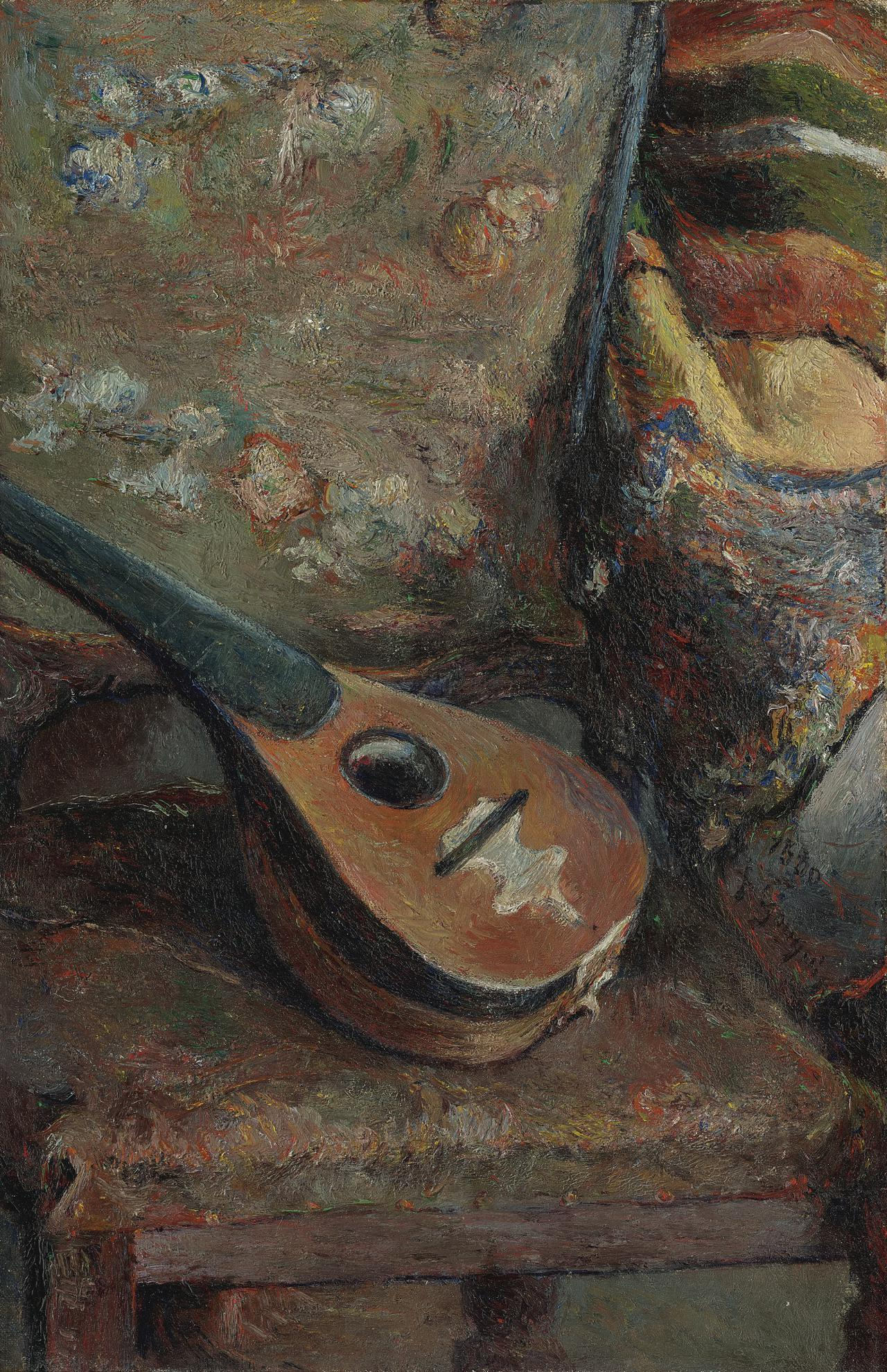
Mandolina sobre una silla, 1880.

En la composición incluye dos elementos personales: una mandolina y un tapiz. La mandolina es el instrumento que Gauguin tocaba y que llevó siempre con él. Es de las pocas pertenencias que tenía cuando murió en Hiva Oa. Le servía para abstraerse, pasando largos ratos a solas tocando con notas inconexas y canturreando, aunque también con los amigos. Pintó mandolinas en varios cuadros, el mismo año en Mandolina sobre una silla. Un tapiz hecho a mano con motivos peruanos, ya fue un motivo de discusión con su esposa Mette por las diferencias de opinión que tenían sobre la decoración de la casa. El mismo tapiz del estudio de un desnudo lo pintó en Naturaleza muerta con jarra de arcilla y taza de hierro, del mismo año.
El cuadro recuerda La Grande baigneuse (1808) de Dominique Ingres, uno de los pintores favoritos de Gauguin. Pero, a diferencia de los modelos de Ingres, la figura de Gauguin es natural y nada idealizada, representando una actividad cotidiana en la intimidad y totalmente despreocupada del posible observador.

## Historia
A pesar del impacto que causó en la exposición impresionista, no se vendió. Su mujer Mette se negó a que el cuadro estuviera colgado en casa, pero cuando Gauguin dejó su familia en Copenhague, el cuadro quedó en poder de Mette hasta que lo vendió, en 1892, al artista danés Philipsen. Entonces Gauguin ya estaba en Tahití y comentó la venta de forma irónica: «Hay muchos tontos en Dinamarca que creen en los periódicos, y ahora están empezando a pensar que tengo talento. Por eso un pintor danés ha malgastado novecientos francos para convertirse en el poseedor del estudio que hice de una mujer desnuda en el 76 (aquella de la que hablaba Huysmans)»
En 1920 lo donó al Museo Real de Bellas Artes, y desde 1922 está en depósito en la Gliptoteca Ny Carlsberg.